# 云南菥蓂
云南菥蓂（学名：Noccaea yunnanense）为十字花科下的一个物种，舊屬菥蓂属，今屬山菥蓂属。其种加词“yunnanense”意为“云南的”。

## 亞種
本物種原來有兩個亞種，這兩個亞種如下：
- Thlaspi yunnanense var. yunnanense Franch.[6]
- 齿叶菥蓂 Thlaspi yunnanense var. dentatum Diels[6]

現時皆被認為只是本物種的同種異名，Catalogue of Life亦不認同這兩個是本物種的亞種。